# イタリア自由党
イタリア自由党（イタリアじゆうとう、イタリア語: Partito Liberale Italiano、略称: PLI）は、イタリアの自由主義・保守政党である。
歴史的右派と歴史的左派の両方の潮流の継承者であるPLIは、戦間期にはイタリアの首相を輩出することもあったが、戦後には勢力が縮小した。

## 党史

### 起源
イタリアにおける自由主義の起源は、1848年革命後のサルデーニャ王国の議会でカミッロ・カヴールによって結成された「歴史的右派」に由来する。このグループは中道保守的で、中央集権政治、選挙権の制限、累進課税、自由貿易を支持していた。1861年のイタリア王国建国後の政治を主導をしたが、政党を結成することはなく、国勢調査による選挙権と義務投票制を基本としていました。
右派は、より進歩的な「歴史的左派」と対立し、1876年にマルコ・ミンゲッティ政権を転覆させ、アゴスティーノ・デプレーティスが首相に就任した。しかし、デプレティスはすぐに右派の議員の間での支持を求め始め、汚職が蔓延している状況の中ですぐに立場を変えていった。この現象は、イタリア語で「trasformismo」として知られており、第一次世界大戦までは区別が曖昧であるリベラルが地滑り的に多数派を占めていたイタリア議会での政治的相違を排除することができた。
シドニー・ソニーノが率いる派閥、ジョヴァンニ・ジョリッティが率いる派閥、国会ではこの2つの派閥が交互に政権をとった。後者は1913年からリベラル連合として知られていたが、最終的にはソニーノによって再結成された。当時のリベラルは、急進派、民主党、そして最終的には改革派社会主義者と同盟を結びながら統治していた。

### 結党と第二次世界大戦
1919年に、普通選挙が導入され、イタリア社会党とイタリア人民党という2つの大衆政党の台頭をゆるした。それによりリベラル派は1922年、ジョリッティ、アントニオ・サランドラ、ヴィットリオ・エマヌエーレ・オルランドを擁して自由党を結党した。1924年の総選挙では、ジョリッティの呼びかけによりベニート・ムッソリーニファシスト党などとともに政党連合、国民ブロックを設立し、ファシスト党を議会における少数政党から多数政党へと変貌させた。ムッソリーニがルイージ・ファクタから政権を奪取すると、自由党は1925年に禁止され、多くのリベラル政治家は、形だけの政治的役職を与えられた。
自由党は1943年にベネデット・クローチェによって再結成された。クローチェは反ファシストであったにもかかわらず、ムッソリーニ政権下でも自由に行動する事ができた。第二次世界大戦終了後、リベラル派のエンリコ・デ・ニコラが「暫定国家元首」となり、1945年から1948年にかけて経済大臣兼イタリア銀行総裁としてイタリア経済を再構築したルイージ・エイナウディがイタリア大統領に就任した。

### 戦後
1946年の総選挙では、自由党が6.8％の得票率を獲得した。自由党は、オルランドからフランチェスコ・サヴェリオ・ニッティに至るまで、ファシズム台頭前のイタリア政治階級の生き残り全員に支持されていた。最初の数年間は、左派の党員であるレオーネ・カッターニが主導し、その後は君主主義のロベルト・ルシフェロが主導していた。このことがカッターニの派閥の離脱の原因となり、1948年には穏健派のブルーノ・ヴィラブルーナが幹事に選ばれ、リベラル派を統一した。
1954年にジョヴァンニ・マラゴディが自由党党首に就任した。自由党はイタリア社会党を含む中道左派の連合に反対し、イタリアの主要な保守政党となった。
マラゴディが党首を辞任した後、自由党は1976年の総選挙で1.3％という屈辱的な数字で敗北したが、社会改革を支持することで力を取り戻そうとした。
1976年にヴァレリオ・ザノーネが党首に就任た。ザノーネはリベラルと社会民主主義者との協力を実行に移すことを望んでいた。1983年、自由党は最終的にキリスト教民主主義を筆頭に、イタリア社会党、イタリア民主社会党、イタリア共和党からなる政党連合に参加した。1980年代にはレナート・アルティッシモとアルフレード・ビオンディが党を率いていた。
マーニ・プリーテの調査によって自由党は汚職を働いていることが判明した。その中でも当時の保険大臣のフランチェスコ・デ・ロレンツォは、イタリアで最も嫌われている政治家の一人になった。

### 解党
自由党は1994年2月6日に解散した。
1997年にステファノ・デ・ルカによって再結党された。